# Campeonato Sul-Matogrossense 2023
El Campeonato Sul-Matogrossense de Fútbol 2023 fue la 45.ª edición de la primera división de fútbol del estado de Mato Grosso do Sul. El torneo fue organizado por la Federação de Futebol de Mato Grosso do Sul (FFMS). El torneo comenzó el 22 de enero y finalizó el 30 de abril.
Costa Rica se consagró campeón tras vencer en la final a Operário, logrando así su segundo título estatal, dos años después del anterior logrado.

## Sistema de juego[2]

### Primera fase
Los 10 equipos son divididos en dos grupos de 5 cada uno. Los clubes se enfrentan en partidos de ida y vuelta, haciendo así 10 fechas en total (8 partidos jugados para cada equipo). Una vez terminada la primera fase, los cuatro primeros de cada grupo avanzan a los cuartos de final.
El último de cada grupo desciende a la Segunda División.

### Segunda fase
- Cuartos de final: Los enfrentamientos de cuartos de final se emparejan con respecto al puntaje de la primera fase, de la siguiente forma:
  - Llave C: 1.º A vs. 4.º B
  - Llave D: 2.º B vs. 3.º A
  - Llave E: 1.º B vs. 4.º A
  - Llave F: 2.º A vs. 3.º B

- Semifinales: Los enfrentamientos de las semifinales se jugarán de la siguiente forma:
  - Ganador Llave C vs. Ganador Llave D
  - Ganador Llave E vs. Ganador Llave F

- Final: Los dos ganadores de las semifinales disputan la final.

- Nota: Tanto cuartos de final, semifinales como la final se juegan en partidos de ida y vuelta, comenzando la llave como local el equipo con menor puntaje en la primera fase. En caso de empate en puntos y diferencia de goles en cualquier llave, será ganador el equipo con mayor puntaje en la primera fase.

## Equipos participantes

### Ascensos y descensos
União ABC y Águia Negra fueron los equipos que descendieron del Campeonato Sul-Matogrossense 2022, por lo cual sus plazas serían ocupadas por los dos primeros puestos del torneo de Segunda División, que se disputaría entre octubre y noviembre del 2022.
En pleno transcurso del torneo de Segunda División, Naviraiense (equipo que había terminado como subcampeón) anunciaba que desistía de participar del Sul-Matogrossense 2023, por lo cual se abría una plaza más, la cual debía ser ocupada por alguno de los equipos del torneo de Segunda División que no obtuviese ningún ascenso, por defecto, el equipo que terminase en tercera posición.
Culminado el torneo de ascenso, Operário de Caarapó y Novo ascendieron como campeón y subcampeón, respectivamente. Por otro lado, Náutico de Campo Grande, había terminado en tercera posición y, por ende, obtenía el último ascenso. Sin embargo, Náutico fue sancionado debido a la alineación irregular de un jugador que había sido suspendido en un torneo de categoría sub-20, aunque tras una posterior apelación, logró ser absuelto de la sanción y obtuvo el ascenso. Enterados de esto, Ivinhema FC, equipo que terminó en cuarta posición, decidió apelar por la decisión tomada por el TJD (Tribunal de Justicia Deportiva) y dos semanas después, el TJD le dio la razón esta vez al Ivinhema, con lo cual este último logró quedarse con el ascenso.
| Pos.  | Descendidos del Sul-Matogrossense 2022 |
| ----- | -------------------------------------- |
| 5.º A | União ABC                              |
| 5.º B | Águia Negra                            |

| Pos. | Ascendidos de la Segunda División 2022 |
| ---- | -------------------------------------- |
| 1.º  | Operário de Caarapó                    |
| 2.º  | Novo                                   |
| 4.º  | Ivinhema                               |

| Pos. | Descendido por desistimiento del Sul-Matogrossense 2022 |
| ---- | ------------------------------------------------------- |
| 2.º  | Naviraiense                                             |

### Información de los equipos
| Equipo              | Ciudad          | Estadio (Capacidad)          | Posición 2022      | Títulos (último) |
| ------------------- | --------------- | ---------------------------- | ------------------ | ---------------- |
| Aquidauanense       | Aquidauana      | Noroeste (5000)              | 6.º                | 0                |
| Comercial           | Campo Grande    | Morenão (24 500)             | 8.º                | 9 (2015)         |
| Costa Rica          | Costa Rica      | Laertão (5000)               | 3.º                | 1 (2021)         |
| Coxim               | Coxim           | André Borges (3500)          | 7.º                | 1 (2006)         |
| Dourados            | Dourados        | Douradão (30 000)            | 4.º                | 0                |
| Ivinhema            | Ivinhema        | Saraivão (5000)              | 4.º (2.ª división) | 1 (2008)         |
| Novo                | Sidrolândia     | Sotero Zárate Ribeiro (4000) | 2.º (2.ª división) | 0                |
| Operário            | Campo Grande    | Morenão (24 500)             | Campeón            | 12 (2022)        |
| Operário de Caarapó | Caarapó         | Carecão (4000)               | 1.º (2.ª división) | 0                |
| SERC Chapadão       | Chapadão do Sul | Estadio da SERC (7000)       | 5.º                | 2 (2003)         |

| Crecimiento | Equipos provenientes del Campeonato Sul-Matogrossense de Segunda División 2022. |

## Primera fase

### Grupo A
| Pos. | Equipo        | Pts. | PJ | G | E | P | GF | GC | Dif. | Clasificación          |
| ---- | ------------- | ---- | -- | - | - | - | -- | -- | ---- | ---------------------- |
| 1    | Costa Rica    | 19   | 8  | 6 | 1 | 1 | 15 | 6  | +9   | Fase final.            |
| 2    | Operário      | 15   | 8  | 5 | 0 | 3 | 13 | 8  | +5   | Fase final.            |
| 3    | SERC Chapadão | 13   | 8  | 4 | 1 | 3 | 11 | 10 | +1   | Fase final.            |
| 4    | Coxim         | 8    | 8  | 2 | 2 | 4 | 4  | 11 | −7   | Fase final.            |
| 5    | Comercial     | 2    | 8  | 0 | 2 | 6 | 4  | 12 | −8   | Descenso de categoría. |

 Fuente: FFMS
Criterios de clasificación: 1) Puntos; 2) Partidos ganados; 3) Diferencia de gol; 4) Goles anotados; 5) Enfrentamiento directo (solo entre dos equipos); 6) Menor cantidad de tarjetas amarillas; 7) Menor cantidad de tarjetas rojas; 8) Sorteo.

#### Resultados
| Local \ Visitante | COM | COS | COX | OPE | SER |
| ----------------- | --- | --- | --- | --- | --- |
| Comercial         | —   | 2–2 | 0–1 | 1–3 | 0–1 |
| Costa Rica        | 2–0 | —   | 1–0 | 3–0 | 2–0 |
| Coxim             | 0–0 | 1–0 | —   | 1–4 | 0–2 |
| Operário          | 1–0 | 0–1 | 3–0 | —   | 2–1 |
| SERC Chapadão     | 2–1 | 3–4 | 1–1 | 1–0 | —   |

### Grupo B
| Pos. | Equipo              | Pts. | PJ | G | E | P | GF | GC | Dif. | Clasificación          |
| ---- | ------------------- | ---- | -- | - | - | - | -- | -- | ---- | ---------------------- |
| 1    | Dourados            | 19   | 8  | 6 | 1 | 1 | 11 | 5  | +6   | Fase final.            |
| 2    | Ivinhema            | 11   | 8  | 3 | 2 | 3 | 14 | 9  | +5   | Fase final.            |
| 3    | Novo                | 11   | 8  | 3 | 2 | 3 | 11 | 10 | +1   | Fase final.            |
| 4    | Aquidauanense       | 10   | 8  | 3 | 1 | 4 | 9  | 15 | −6   | Fase final.            |
| 5    | Operário de Caarapó | 5    | 8  | 1 | 2 | 5 | 9  | 15 | −6   | Descenso de categoría. |

 Fuente: FFMS
Criterios de clasificación: 1) Puntos; 2) Partidos ganados; 3) Diferencia de gol; 4) Goles anotados; 5) Enfrentamiento directo (solo entre dos equipos); 6) Menor cantidad de tarjetas amarillas; 7) Menor cantidad de tarjetas rojas; 8) Sorteo.

#### Resultados
| Local \ Visitante   | AQU | DOU | IVI | NOV | OPE |
| ------------------- | --- | --- | --- | --- | --- |
| Aquidauanense       | —   | 2–2 | 3–1 | 1–0 | 2–1 |
| Dourados            | 1–0 | —   | 2–1 | 2–0 | 1–0 |
| Ivinhema            | 5–0 | 1–0 | —   | 1–1 | 1–1 |
| Novo                | 3–0 | 0–1 | 2–1 | —   | 1–0 |
| Operário de Caarapó | 2–1 | 1–2 | 0–3 | 4–4 | —   |

## Fase final

#### Cuadro de desarrollo
|  | Cuartos de final          | Cuartos de final          | Cuartos de final          | Cuartos de final          | Cuartos de final          |   |    | Semifinales     | Semifinales     | Semifinales     | Semifinales     | Semifinales     |  |    | Final            | Final            | Final            | Final            | Final            |  |
|  | 25 de marzo al 2 de abril | 25 de marzo al 2 de abril | 25 de marzo al 2 de abril | 25 de marzo al 2 de abril | 25 de marzo al 2 de abril |   |    | 8 y 16 de abril | 8 y 16 de abril | 8 y 16 de abril | 8 y 16 de abril | 8 y 16 de abril |  |    | 23 y 30 de abril | 23 y 30 de abril | 23 y 30 de abril | 23 y 30 de abril | 23 y 30 de abril |  |
|  |                           |                           |                           |                           |                           |   |    |                 |                 |                 |                 |                 |  |    |                  |                  |                  |                  |                  |  |
|  |                           |                           |                           |                           |                           |   |    |                 |                 |                 |                 |                 |  |    |                  |                  |                  |                  |                  |  |
|  | 1A                        | Costa Rica                | 0                         | 2                         | 2                         |   |    |                 |                 |                 |                 |                 |  |    |                  |                  |                  |                  |                  |  |
|  | 1A                        | Costa Rica                | 0                         | 2                         | 2                         |   |    |                 |                 |                 |                 |                 |  |    |                  |                  |                  |                  |                  |  |
|  | 4B                        | Aquidauanense             | 1                         | 0                         | 1                         |   |    |                 |                 |                 |                 |                 |  |    |                  |                  |                  |                  |                  |  |
|  | 4B                        | Aquidauanense             | 1                         | 0                         | 1                         |   | 1A | Costa Rica      | 1               | 0               | 1               |                 |  |    |                  |                  |                  |                  |                  |  |
|  |                           |                           |                           |                           |                           |   | 1A | Costa Rica      | 1               | 0               | 1               |                 |  |    |                  |                  |                  |                  |                  |  |
|  |                           |                           | 2B                        | Ivinhema                  | 0                         | 1 | 1  |                 |                 |                 |                 |                 |  |    |                  |                  |                  |                  |                  |  |
|  | 2B                        | Ivinhema                  | 2B                        | Ivinhema                  | 0                         | 1 | 1  | 3               | 2               | 5               |                 |                 |  |    |                  |                  |                  |                  |                  |  |
|  | 2B                        | Ivinhema                  |                           |                           |                           |   |    |                 |                 | 5               |                 |                 |  |    |                  |                  |                  |                  |                  |  |
|  | 3A                        | SERC Chapadão             | 0                         | 4                         | 4                         |   |    |                 |                 |                 |                 |                 |  |    |                  |                  |                  |                  |                  |  |
|  | 3A                        | SERC Chapadão             | 0                         | 4                         | 4                         |   |    |                 |                 |                 |                 |                 |  | 1A | Costa Rica       | 0                | 1                | 1                |                  |  |
|  |                           |                           |                           |                           |                           |   |    |                 |                 |                 |                 |                 |  | 1A | Costa Rica       | 0                | 1                | 1                |                  |  |
|  |                           |                           | 2A                        | Operário                  | 0                         | 1 | 1  |                 |                 |                 |                 |                 |  |    |                  |                  |                  |                  |                  |  |
|  | 1B                        | Dourados                  | 2A                        | Operário                  | 0                         | 1 | 1  | 2               | 6               | 8               |                 |                 |  |    |                  |                  |                  |                  |                  |  |
|  | 1B                        | Dourados                  |                           |                           |                           |   |    |                 |                 | 8               |                 |                 |  |    |                  |                  |                  |                  |                  |  |
|  | 4A                        | Coxim                     | 0                         | 0                         | 0                         |   |    |                 |                 |                 |                 |                 |  |    |                  |                  |                  |                  |                  |  |
|  | 4A                        | Coxim                     | 0                         | 0                         | 0                         |   | 1B | Dourados        | 1               | 0               | 1               |                 |  |    |                  |                  |                  |                  |                  |  |
|  |                           |                           |                           |                           |                           |   | 1B | Dourados        | 1               | 0               | 1               |                 |  |    |                  |                  |                  |                  |                  |  |
|  |                           |                           | 2A                        | Operário                  | 2                         | 0 | 2  |                 |                 |                 |                 |                 |  |    |                  |                  |                  |                  |                  |  |
|  | 2A                        | Operário                  | 2A                        | Operário                  | 2                         | 0 | 2  | 0               | 4               | 4               |                 |                 |  |    |                  |                  |                  |                  |                  |  |
|  | 2A                        | Operário                  |                           |                           |                           |   |    |                 |                 | 4               |                 |                 |  |    |                  |                  |                  |                  |                  |  |
|  | 3B                        | Novo                      | 2                         | 1                         | 3                         |   |    |                 |                 |                 |                 |                 |  |    |                  |                  |                  |                  |                  |  |
|  | 3B                        | Novo                      | 2                         | 1                         | 3                         |   |    |                 |                 |                 |                 |                 |  |    |                  |                  |                  |                  |                  |  |
|  |                           |                           |                           |                           |                           |   |    |                 |                 |                 |                 |                 |  |    |                  |                  |                  |                  |                  |  |

Nota: El equipo que ocupa la primera línea es el que define la serie como local.

| Bandera del estado de Mato Grosso del Sur |
| Campeón                                   |
| Costa Rica 2.° título                     |

## Clasificación final
| Pos. | Equipo              | Pts. | PJ | G | E | P | GF | GC | Dif. | Clasificación                                        |
| ---- | ------------------- | ---- | -- | - | - | - | -- | -- | ---- | ---------------------------------------------------- |
| 1.°  | Costa Rica (C)      | 27   | 14 | 8 | 3 | 3 | 19 | 9  | +10  | Copa de Brasil 2024, Copa Verde 2024 y Serie D 2024. |
| 2.°  | Operário            | 24   | 14 | 7 | 3 | 4 | 20 | 13 | +7   | Copa de Brasil 2024.                                 |
| 3.°  | Dourados            | 26   | 12 | 8 | 2 | 2 | 20 | 7  | +13  |                                                      |
| 4.°  | Ivinhema            | 17   | 12 | 5 | 2 | 5 | 20 | 14 | +6   |                                                      |
| 5.°  | SERC Chapadão       | 16   | 10 | 5 | 1 | 4 | 15 | 15 | 0    |                                                      |
| 6.°  | Novo                | 14   | 10 | 4 | 2 | 4 | 14 | 14 | 0    |                                                      |
| 7.°  | Aquidauanense       | 13   | 10 | 4 | 1 | 5 | 10 | 17 | −7   |                                                      |
| 8.°  | Coxim               | 8    | 10 | 2 | 2 | 6 | 4  | 19 | −15  |                                                      |
| 9.°  | Operário de Caarapó | 5    | 8  | 1 | 2 | 5 | 9  | 15 | −6   | Segunda División 2024.                               |
| 10.° | Comercial           | 2    | 8  | 0 | 2 | 6 | 4  | 12 | −8   | Segunda División 2024.                               |

Reglas de clasificación: 1) Puntos; 2) Partidos ganados; 3) Diferencia de gol; 4) Goles anotados; 5) Enfrentamiento directo (solo entre dos equipos); 6) Menor cantidad de tarjetas amarillas; 7) Menor cantidad de tarjetas rojas; 8) Sorteo.